# سامانثا دوبويس
سامانثا دوبويس (بالهولندية: Samantha Dubois)‏ هي مقدمة برامج إذاعية هولندية، ولدت في 15 يناير 1955، وتوفيت في 1 أكتوبر 1992.